# Varptjärnen, Dalarna
Varptjärnen är en sjö i Älvdalens kommun i Dalarna och ingår i Dalälvens huvudavrinningsområde. Sjöns area är 0,058 kvadratkilometer och den befinner sig 480 meter över havet.